# Kitten Natividad

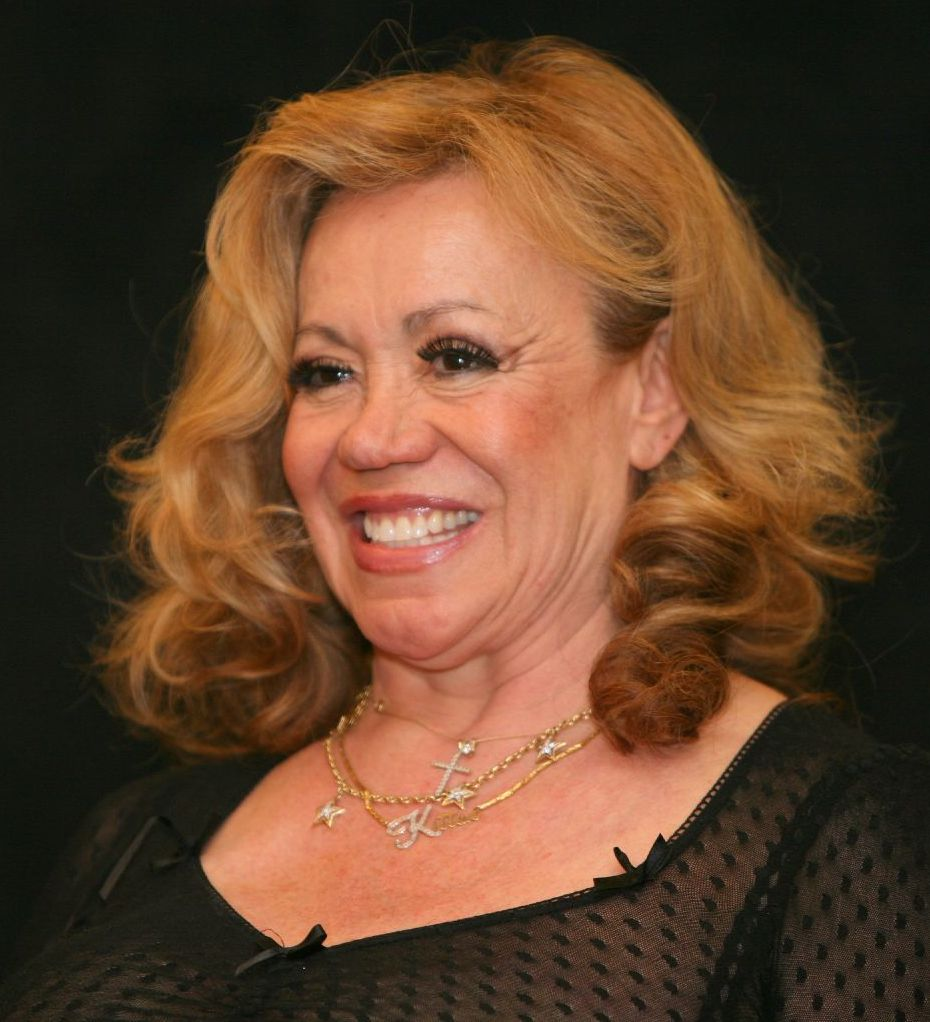
Kitten Natividad, Juni 2007

Kitten Natividad (* 13. Februar 1948 in Ciudad Juárez, Chihuahua, Mexiko als Francesca Isabel Natividad; † 24. September 2022 in Los Angeles, Kalifornien) war eine mexikanisch-amerikanische Schauspielerin und ein Pin-up-Modell der 1970er Jahre. Bekannt wurde sie vor allem durch ihre Mitwirkung in einigen Filmen des Sexploitation-Regisseurs Russ Meyer.

## Leben
Kitten Natividad wurde am 13. Februar 1948 als Francesca Isabel Natividad in Ciudad Juárez in Mexiko geboren. Sie war das älteste von neun Geschwistern; bei ihrer Geburt war die Mutter sechzehn Jahre alt. Nach wenigen Jahren in Mexiko siedelte die Familie nach El Paso um.
Als junge Frau arbeitete Natividad als Dienstmädchen im Haushalt der Schauspielerin Stella Stevens, wo sie auf Partys verschiedenen Hollywood-Stars begegnete und beschloss, selbst einmal berühmt zu werden. In dieser Zeit führte sie eine erste kurze Ehe. Nachdem sie in verschiedenen, schlecht bezahlten Jobs in Los Angeles gearbeitet hatte, wurde sie 1969 zunächst Burlesque-Tänzerin und Go-go-Girl, später Stripperin. Bald darauf nahm sie ihren Künstlernamen Kitten an, da ihr gesagt worden war, Frances klinge nicht lasziv genug. Ihr Manager regte sie 1973 dazu an, an dem Wettbewerb der „Miss Nude Universe“ teilzunehmen, den sie auch gewann. In den folgenden Jahren trat sie in verschiedenen Nachtclubs als Stripperin auf und gelangte bald zu nationaler Bekanntheit innerhalb der Szene.
Den Filmregisseur Russ Meyer, der 1975 einen solchen ihrer Auftritte in einem Club sah, lernte sie durch eine Freundin kennen. Bald darauf trennte Natividad sich von ihrem zweiten Ehemann und begann eine insgesamt mindestens sechs Jahre andauernde Beziehung mit Meyer, der sie zunächst 1976 als Erzählerin in seinem Film Up! (Drüber, drunter und drauf) einsetzte und sie danach in der Doppelrolle als Lola Langusta/Lavonia zur Hauptdarstellerin von Beneath the Valley of Ultravixens machte. Zuvor bestand Meyer jedoch darauf, dass sie sich ihren mexikanischen Akzent abtrainierte. Mit Hilfe eines Sprachtrainers gelang ihr dies, indem sie sich einen Südstaatendialekt angewöhnte, der ihren Akzent überdeckte.
Zu dieser Zeit war Natividad ein beliebtes Model in Erotikmagazinen, in denen sie u. a. zusammen mit Candy Samples, Uschi Digard und Patty Plenty posierte. Ihre Auftritte als Stripperin wurden immer aufwändiger und gerieten zu regelrechten Shows. Nach ihrer Zeit mit Russ Meyer trat sie in einer Reihe von Szenen in Spielfilmen, Rockvideos und Pornofilmen auf. Unter anderem trat sie in Christoph Schlingensiefs Filmen United Trash (1996) und Die 120 Tage von Bottrop (1997) sowie in seiner Talkshow „Talk 2000“ auf.
Natividad hatte sich aus beruflichen Gründen und Russ Meyer zuliebe eine übergroße Brust aufbauen lassen. 1999 unterzog sie sich im Rahmen einer Brustkrebs-Behandlung einer beidseitigen Brustrückbildung (Mastektomie) mit anschließender Brustrekonstruktion. Zuletzt hatte sich Natividad weitgehend in den Ruhestand zurückgezogen. Sie starb am 24. September 2022 im Alter von 74 Jahren im Cedars-Sinai Medical Center im kalifornischen Los Angeles an den Folgen eines Nierenversagens.

## Filmografie
- 1972: Polizeirevier Los Angeles-Ost (The New Centurions)
- 1976: Deep Jaws
- 1976: Drüber, drunter und drauf (Up!)
- 1979: Im tiefen Tal der Superhexen (Beneath the Valley of the Ultra-Vixens)
- 1979: Die Frau in Rot (The Lady in Red)
- 1979: Sheer Panties
- 1980: The Gong Show Movie
- 1980: Die unglaubliche Reise in einem verrückten Flugzeug (Airplane!)
- 1980: John Holmes and the All Star Sex Queens
- 1982: Titillation
- 1982: Die unglaubliche Reise in einem verrückten Raumschiff (Airplane II: The Sequel)
- 1982: Sizzle
- 1982: Electric Blue 5
- 1983: Eat at the Blue Fox
- 1983: Die Klassenfete (My Tutor)
- 1983: Eroticise
- 1983: Big Busty 3
- 1984: Wrestling Classics 2
- 1984: Let’s Talk Sex
- 1984: Wild Life (The Wild Life)
- 1984: Police Patrol – Die Chaotenstreife vom Nachtrevier (Night Patrol)
- 1984: Electric Blue 11
- 1985: Ten Little Maidens
- 1985: Takin’ It Off
- 1985: Knast Total – Hier sitzen sie richtig (Doin’ Time)
- 1985: Bodacious Ta’ Ta’s
- 1986: Bad Girls IV
- 1986: Das Geheimnis des Grabmals am Nil (The Tomb)
- 1986: Stiff Competition
- 1987: Thanks for the Mammories
- 1987: Takin’ It All Off
- 1987: The New Adventures of Beans Baxter (Fernsehserie, 1 Folge)
- 1990: Und wieder 48 Stunden (Another 48 Hrs.)
- 1990: The Girl I Want
- 1991: Villa Wonnehügel (Big Boob Lottery)
- 1991: Sarah Young’s Private Fantasies 4
- 1991: Titillation 3
- 1991: Cum to Dinner
- 1991: 40 the Hard Way
- 1992: Eddie Presley
- 1992: Inside Out II
- 1992: Kitten Cums Back
- 1992: Fresh Tits of Bel Air
- 1993: Beach Bunnies (Buford’s Beach Bunnies)
- 1994: The Slice
- 1995: Talking Blue
- 1995: Red Lips
- 1995: La cage aux zombies
- 1996: United Trash
- 1996: Wild Wild Chest 3
- 1997: Zombie Gang Bangers
- 1997: Cafe Flesh 2
- 1997: Die 120 Tage von Bottrop
- 1998: Manche mögens anders (The Treat)
- 1998: Cum Stoppers 13
- 2001: The Double-D Avenger
- 2001: Night at the Golden Eagle
- 2005: Faster Pussycat Fuck! Fuck!
- 2005: Pornstar Pets
- 2008: Rock N Porn
- 2009: Busty Mature Vixens 5
- 2009: Nightbeats
- 2009: Sugar Boxx